# Lars Larson
Lars Sture Larson, född 1 november 1915 i Annedals församling i Göteborg, död 8 juli 1993 i Höganäs, var en svensk målare och grafiker.
Han var son till disponenten Jonas Peter Larson och Ester Lindström samt från 1945 gift med Sonja Birgit Rimert. Han studerade  konst för Pär Siegård 1934–1937 och för Nils Nilsson vid Valands målarskola 1938–1942 samt egna självstudier under resor till Frankrike. Separat ställde han bland annat ut på Modern konst i hemmiljö i Stockholm och Galleri Aveny i Göteborg. Han medverkade i ett flertal samlingsutställningar med olika konstellationer i Göteborgstrakten samt med Göteborgs konstförening. Han var representerad i HSB:s utställning God konst i alla hem som visades i Stockholm 1950 samt i Föreningen Graphicas utställning Ung grafik som visades i Lund 1955. Hans konst består av stilleben och landskapsskildringar utförda i olja eller akvarell, som grafiker arbetade han med de flesta teknikerna.